# Episodi de I segreti dell'isola misteriosa
Questa è la lista degli episodi dell'anime I segreti dell'isola misteriosa.

## Episodi
| Nº | Titolo italiano Giapponese 「Kanji」 - Rōmaji | In onda           | In onda |
| Nº | Titolo italiano Giapponese 「Kanji」 - Rōmaji | Giapponese        |         |
| 1  | Viaggio in un'altra dimensione 「出航！ぼく達の冒険」 - shukkō! boku tachi no bōken | 2 aprile 1995     |         |
| 1  | Un gruppo di studenti di un'accademia navale salpa da un porto giapponese per una breve gita di due giorni. Durante il viaggio però una strana tempesta fa naufragare l'imbarcazione sulle coste di una terra sconosciuta, popolata da uomini e dinosauri. |                   |         |
| 2  | Un dinosauro parlante 「しゃべる翼竜ザンス!?」 - shaberu yokuryū zansu!? | 9 aprile 1995     |         |
| 2  | Il gruppo di studenti, dopo essere sfuggiti ad un T-rex affamato, salva da un gruppo di soldati, guidati dal generale Mosarl, un cucciolo di pterodattilo; l'animale, che si rivela capace di parlare, dice di chiamarsi Zans. |                   |         |
| 3  | Una donna misteriosa 「なぞの美女現る！」 - nazono bijo arawaru! | 16 aprile 1995    |         |
| 3  | Ancora braccati dalle truppe di Mosarl i ragazzi ricevono l'aiuto inaspettato di una ragazza di nome Manua, che rivela loro di essere giunti su di una grande isola di cui suo padre, sindaco della vicina città, è il governatore. |                   |         |
| 4  | Liberiamo i dinosauri 「恐竜のいる町」 - kyōryū noiru machi | 23 aprile 1995    |         |
| 4  | Manua conduce i ragazzi nella capitale dell'isola, nascondendoli nei sotterranei del suo palazzo; nonostante la raccomandazione di non uscire, tuttavia, decidono di organizzarsi per liberare un branco di dinosauri catturati dai soldati e destinati ai lavori pesanti. |                   |         |
| 5  | Fuga dalla città 「ルパールからの脱出」 - ruparu karano dasshutsu | 30 aprile 1995    |         |
| 5  | La liberazione dei dinosauri ha attirato l'attenzione del generale Mosarl, che durante un ricevimento in casa del sindaco scopre la presenza di Capo e del suo gruppo. I ragazzi riescono a fuggire, mentre Manua, per permettere loro di scappare, viene catturata. |                   |         |
| 6  | Missione Robin Hood 「マニュア救出作戦」 - manyua kyūshutsusakusen | 7 maggio 1995     |         |
| 6  | Il gruppo si trova di fronte ad una difficile decisione: salvare le proprie vite o rischiare per andare in soccorso di Manua, che sarà giustiziata di lì a breve per averli aiutati. |                   |         |
| 7  | Il castello degli dei 「神々の湖」 - kamigami no mizūmi | 14 maggio 1995    |         |
| 7  | Dopo essere sfuggiti all'assalto dei soldati, i ragazzi e Manua giungono in un tempio situato su un'isola al centro di un grande lago, chiamato il castello degli dei. Ascoltando un'antica registrazione sentono parlare del Veicolo del Tempo, custodito nel Santuario del Paradiso, che potrebbe ricondurli sulla Terra. Vengono però attaccati dai sacerdoti del tempio, in possesso di strani poteri psichici. |                   |         |
| 8  | Il tradimento di Asso 「ゴッドの裏切り」 - goddo no uragiri | 21 maggio 1995    |         |
| 8  | Asso, sempre più ai ferri corti con Capo, decide di rubare lo Slaugi assieme a Nerd e Serpente e di andare alla ricerca del Veicolo del Tempo per conto proprio. Alla fine Capo e gli altri recuperano il veicolo, mentre i loro tre compagni vengono catturati dalle truppe di Mosarl. |                   |         |
| 9  | Nostalgia di casa 「姫、ママになる!?」 - hime, mama ninaru!? | 28 maggio 1995    |         |
| 9  | I bambini del gruppo, soprattutto Gacha, cominciano a sentire sempre più la mancanza di casa, e i loro capricci causano più di qualche problema agli studenti più anziani, soprattutto a Principessa. Nel frattempo, Mosarl convince Asso a rivelargli il segreto della polvere da sparo. |                   |         |
| 10 | Il circo 「恐竜サーカスの秘密」 - kyōryū sakasu no himitsu | 4 giugno 1995     |         |
| 10 | I ragazzi, lungo la strada per arrivare alla città portuale di Kassarva, si imbattono in un circo ambulante. Qui conoscono un vocesauro, che rivela loro come al di fuori dell'isola si sia formato un grande movimento di resistenza al re guidato, in origine, da Ala Bianca, il padre di Zans. |                   |         |
| 11 | I banditi 「山賊砦の結婚式」 - sanzoku toride no kekkonshiki | 11 giugno 1995    |         |
| 11 | Dottoressa viene rapita da una banda di briganti il cui capo è alla disperata ricerca di una sposa. Alla fine il brigante, mosso a compassione dall'attaccamento dei ragazzi gli uni verso gli altri, decide di lasciarla andare, e consegna a Capo un pugnale con cui potrà farsi riconoscere da suo fratello, il pirata Teles. |                   |         |
| 12 | L'inventore 「潜入・港町カサーバ」 - sennyū. minatomachi kasaba | 18 giugno 1995    |         |
| 12 | A Kasarva i ragazzi conoscono Mint, un giovane inventore che sperimenta nuove tecnologie in disaccordo con i precetti religiosi che vietano il progresso scientifico. Kamura, l'uomo a cui si rivolgono per ottenere aiuto, che è anche il nonno di Mint, però, li vende ai soldati del governatore. Solo Tigre, Capo e Manua riescono a scappare. |                   |         |
| 13 | Fuga dal monastero 「ビッグ・エスケープ」 - biggu. esukepu | 25 giugno 1995    |         |
| 13 | Mosarl arriva a Kasarva e tenta di riscattare i prigionieri, ma si scontra con la fedeltà del governatore Yabushi verso i monaci del locale monastero, che invece li vogliono tenere per sé. Grazie a questo e ad un provvidenziale attacco da parte dei pirati di Teles, avvisati da Kamura, i ragazzi riescono a scappare. |                   |         |
| 14 | L'isola dei pirati 「キャプテン・テレスの島」 - kyaputen. teresu no shima | 2 luglio 1995     |         |
| 14 | Nonostante il pugnale esibito dai ragazzi Teles li fa rinchiudere in una baracca della loro isola segreta per poter mettere le mani sul loro veicolo e sulle armi da fuoco. L'attacco improvviso della marina militare però costringe le due parti ad allearsi per respingere l'assalto. Nel mezzo dello scontro Teles, ravvedutosi, aiuta i ragazzi ad abbandonare l'isola e dice loro di dirigersi verso il mare aperto, al Santuario del Ponte Celeste. |                   |         |
| 15 | Le sacerdotesse del santuario del ponte celeste 「発進！トリケルーザー!!」 - hasshin! torikeruza!! | 9 luglio 1995     |         |
| 15 | Arrivati al santuario i ragazzi ritrovano Mint, fuggito come loro dalla città e diventato il discepolo del geniale ma burbero Leonardo da Bonta, che modifica e migliora lo Slaugi e dona loro alcune sue invenzioni. Conoscono anche Akane, la madre badessa, che a differenza del resto del clero approva lo sviluppo tecnologico e crede nelle possibilità che la scienza può offrire. |                   |         |
| 16 | Pietra lunare 「ムーンストーン・マジック」 - munsuton. majikku | 16 luglio 1995    |         |
| 16 | Panzer viene avvicinato dalla figlia di un fattore, che chiede il suo aiuto per andare alla ricerca di suo padre scomparso nel nulla, dopo essersi avventurato sulle montagne per cercare la cura ad un morbo che sta uccidendo i dinosauri della fattoria. |                   |         |
| 17 | Buon compleanno 「走れゴッド！」 - hashire goddo! | 23 luglio 1995    |         |
| 17 | I ragazzi decidono di organizzare una festa per celebrare il compleanno di alcuni membri del gruppo, ma non sanno che i soldati stanno organizzando una vasta operazione per catturarli. Asso, Serpente e Nerd evadono di prigione e li avvertono, permettendo loro di scappare, ma poi vengono nuovamente catturati. |                   |         |
| 18 | Una ragazzina sola 「ふたりのお嬢」 - futarinoo jō | 30 luglio 1995    |         |
| 18 | Lady conosce Martina, una ragazza molto somigliante a lei, rimasta orfana di madre, che si sente sola a causa della mancanza di attenzioni del padre. Le due ragazze vengono però rapite da una banda di fuorilegge, che vuole ricattare il padre di Martina per costringerlo a consegnare tutto il raccolto del villaggio, destinato a essere consegnato ai soldati come pagamento delle tasse. |                   |         |
| 19 | L'organizzazione clandestina 「敵か味方か 海賊ブライ」 - teki ka mikata ka kaizoku Burai | 6 agosto 1995     |         |
| 19 | Inseguendo i ladri di grano i ragazzi vengono a sapere che si tratta delle Lucertole Nere, un'organizzazione che in realtà ruba il raccolto che a sua volta è stato rubato dall'esercito per distribuirlo equamente ai contadini e alla gente povera. Il loro capo è Burai, un giovane uomo di grande fascino da cui tutte le ragazze del gruppo rimangono molto affascinate. |                   |         |
| 20 | Il coraggio di Zans 「竜の親方・赤い牙登場」 - ryū no oyakata. akai kiba tōjō | 13 agosto 1995    |         |
| 20 | Le Lucertole Nere conducono i ragazzi nella base segreta della resistenza ribelle. Qui conoscono Zanna Rossa, il vocesauro a capo del gruppo, che tenta di convincere i ragazzi ad insegnare loro a costruire i fucili e Zans ad unirsi a loro in quanto figlio di Ala Bianca, il vecchio leader dei ribelli. |                   |         |
| 21 | Attacco alla grotta 「襲われた大洞窟」 - osowa reta dai dōkutsu | 20 agosto 1995    |         |
| 21 | Le truppe di Mosarl, ora armate di fucili e con dei dinosauri da guerra al seguito, attaccano la grotta. Zanna Rossa si sacrifica per permettere la fuga al resto dei ribelli, ma i ragazzi vengono catturati. |                   |         |
| 22 | La principessa capricciosa 「ゴンドワナの捕虜（とりこ）」 - gondowana no horyo (toriko) | 27 agosto 1995    |         |
| 22 | I ragazzi vengono portati nel palazzo reale di Gondowana, la capitale del regno di Asante, dove ritrovano Asso, divenuto il valletto e il guardaspalle della principessa Asuka, una ragazzina testarda e capricciosa. Capo, nel tentativo di farla ragionare, la minaccia di tirarle un pugno, e viene per questo condannato a morte, successivamente commutata in una più lieve grazie all'intervento della principessa Asuka. |                   |         |
| 23 | Il paradiso perduto 「白い翼の伝説」 - shiroi tsubasa no densetsu | 3 settembre 1995  |         |
| 23 | La condanna di Capo viene commutata in una condanna ai lavori forzati nella fonderia nei sotterranei del palazzo, dove conosce gli altri condannati, ex membri della resistenza finiti lì dopo che un ignoto traditore aveva fatto scoprire e distruggere la resistenza guidata da Ala Bianca, il padre di Zans, che era stato poi messo a morte. Assieme a loro organizza la propria fuga, ma viene scoperto e viene portato nell'arena dove la morte è certa. |                   |         |
| 24 | Il gladiatore 「闘竜士カシラ」 - tōryū samurai kashira | 10 settembre 1995 |         |
| 24 | La condanna a morte di Capo avviene nell'arena, dove dovrà battersi come gladiatore contro un allosauro, ottenendo la grazia qualora dovesse vincere. Grazie all'intervento dei suoi compagni però l'arena viene invasa dai dinosauri usati per gli spettacoli, che provocando il panico permettono al gruppo di fuggire. |                   |         |
| 25 | Addio principessina 「再び王城へ」 - futatabi ōjō he | 17 settembre 1995 |         |
| 25 | Capo e gli altri si introducono di nascosto a Gondowana per recuperare i loro veicoli, ancora nelle mani dell'esercito. Riescono nel loro intento grazie alla principessa Asuka, che confessa a Capo di essersi innamorata di lui. Capo, pur lusingato, la respinge, e i due alla fine sono costretti a separarsi. |                   |         |
| 26 | La foresta dei dinosauri velenosi 「大僧正の陰謀」 - daisōshō no inbō | 24 settembre 1995 |         |
| 26 | Abbandonata Gondowana i ragazzi trovano rifugio in una riserva di caccia personale del re, dove si ritengono al sicuro. Nel tentativo di far colpo su Principessa Asso organizza una messinscena che però finisce con il mettere in pericolo la vita della ragazza e di Capo, i quali, circondati da un branco di dinosauri e credendo sia ormai la fine, si baciano. Vengono però salvati da Mosarl, che li cattura assieme ai suoi soldati. |                   |         |
| 27 | Prigionieri nel monastero 「捕われの二人」 - torawa reno futari | 1º ottobre 1995   |         |
| 27 | Capo e Principessa vengono condotti al monastero del Grande Sacerdote di Asante, che li interroga a lungo tentando di piegarli anche con l'ipnosi. I due riescono alla fine a scappare e a ricongiungersi al gruppo. |                   |         |
| 28 | La macchina della verità 「それぞれの岐路」 - sorezoreno kiro | 8 ottobre 1995    |         |
| 28 | I ragazzi ritrovano Leonardo da Bonta e Mint, che ha inventato una macchina in grado di capire se la persona interrogata sta mentendo. Assieme a loro c'è anche la principessa Asuka, fuggita dal palazzo dopo aver scoperto che il padre è caduto sotto il controllo mentale del Grande Sacerdote, e tra lei e Mint comincia a nascere qualcosa. |                   |         |
| 29 | Occhi Blu 「さよならザンス」 - sayonara zansu | 15 ottobre 1995   |         |
| 29 | I ragazzi raggiungono una fattoria dove trovano Occhi Blu, la madre di Zans, che controllata dai sacerdoti non riconosce il figlio e fa arrestare tutti. Alla fine, tornata in sé, aiuta i ragazzi e il figlio a prezzo della propria vita, e a questo punto Zans decide di unirsi alla resistenza per assolvere ai propri doveri e vendicare la morte dei suoi genitori. |                   |         |
| 30 | La miniera 「ウソの楽園！黒い爪の罠」 - uso no rakuen! kuroi tsume no wana | 22 ottobre 1995   |         |
| 30 | Ingannati da un falso cartello stradale i ragazzi finiscono in una miniera gestita per conto del Grande Sacerdote da un vocesauro di nome Artiglio Nero, dove vengono fatti schiavi. Grazie ad un inaspettato gesto di coraggio da parte di Presidente Artiglio Nero alla fine viene ucciso e tutti i prigionieri sono liberi. |                   |         |
| 31 | Due cuori e una capanna 「ゴーレムの目覚め」 - goremu no mezame | 29 ottobre 1995   |         |
| 31 | A seguito di un incontro con un dinosauro carnivoro Lady precipita da una scarpata e batte violentemente la testa. Nerd la porta in un vecchio mulino abbandonato per curarla, e quando la ragazza si sveglia scopre di aver perso la memoria. |                   |         |
| 32 | Un'oasi nel deserto 「オアシスを求めて」 - oashisu wo motome te | 5 novembre 1995   |         |
| 32 | Durante un viaggio nel deserto lo Slaugi va in avaria, e alcuni membri del gruppo cominciano a mostrare i sintomi della disidratazione. Alla disperata ricerca di acqua capo e alcuni altri incontrano Mosarl, con il quale decidono di stabilire una tregua. In seguito Mosarl, venuto a sapere che il re è controllato dal Grande Sacerdote, decide di cambiare fronte. |                   |         |
| 33 | Un brutto incontro 「襲撃！紅の爪軍団」 - shūgeki! kurenai no tsume gundan | 12 novembre 1995  |         |
| 33 | I ragazzi subiscono un'imboscata ad opera di un gruppo di vocesauri guidati da Artiglio Rosso, che vuole vendicare la morte di suo fratello Artiglio Nero. |                   |         |
| 34 | Un'ombra nella foresta 「雲の中の仙人竜」 - kumo no nakano sennin ryū | 19 novembre 1995  |         |
| 34 | Tacito si ammala, e i due gemelli si avventurano nella foresta per trovare una pianta medicinale in grado di curarlo. Ci riusciranno grazie all'aiuto di un vecchio e bizzarro vocesauro, che tra l'altro userà le sue abilità nelle arti marziali per eliminare uno dei due tirapiedi di Artiglio Rosso. |                   |         |
| 35 | La casa dello scienziato pazzo 「大迷路！呪われた神殿」 - dai meiro! norowa reta shinden | 26 novembre 1995  |         |
| 35 | Avventuratisi sulle montagne innevate che circondano il Santuario del Paradiso, i ragazzi entrano in un vecchio castello per ripararsi dalla tempesta di neve che si stava abbattendo su di loro. Scoprono però che si tratta dell'antica dimora di un folle scienziato ormai deceduto che conduceva esperimenti genetici sui dinosauri per aumentarne l'intelligenza e che ha lasciato i suoi esemplari a guardia del castello. Artiglio Rosso però è ancora sulle loro tracce, e anche se le micidiali trappole di cui è disseminato il castello uccidono l'ultimo dei suoi tirapiedi Presidente e Tigre vengono separati dal gruppo. |                   |         |
| 36 | La bufera di neve 「吹雪の中を…」 - fubuki no naka wo... | 3 dicembre 1995   |         |
| 36 | Ancora inseguiti da Artiglio Rosso, Presidente e Tigre si rifugiano in una grotta per ripararsi dalla tormenta, ma sono a rischio ipotermia. Entrambi ammettono di essere innamorati l'uno dell'altra, e grazie ad un'intuizione di Presidente i due, dopo essersi liberati definitivamente di Artiglio Rosso, si ricongiungono ai loro compagni. Alla fine, dopo mille peripezie, i ragazzi raggiungono finalmente il Santuario del Paradiso. |                   |         |
| 37 | Rubiamo il veicolo del tempo 「時空渡航機をぶんどれ！」 - jikū tokō ki wobundore! | 10 dicembre 1995  |         |
| 37 | Al Santuario del Paradiso i ragazzi ritrovano tutti i loro compagni tra cui Leonardo, che spiega loro la causa del loro arrivo nella dimensione parallela. Inoltre lo scienziato rivela che il pianeta è minacciato da un gigantesco meteorite e che il veicolo del tempo è l'unica cosa in grado di evitare la collisione. Tuttavia il suo utilizzo per questo scopo potrebbe impedire per sempre ai ragazzi di tornare sulla Terra. Asso non ci sta, e assieme a Serpente e Nerd tenta di impossessarsi della macchina. |                   |         |
| 38 | Il veicolo del tempo è fuori uso 「大僧正襲来！最後の戦い」 - daisōshō shūrai! saigo no tatakai | 17 dicembre 1995  |         |
| 38 | Il veicolo del tempo rimane danneggiato a causa dell'uso sconsiderato di Asso; Leonardo riesce a ripararlo, ma la collisione del meteorite con Noah è ormai imminente; il Santuario del Paradiso viene però improvvisamente attaccato dal Grande Sacerdote, che non crede alla storia del meteorite. Come se non bastasse, qualcuno ha rubato una delle cariche energetiche necessarie al funzionamento della macchina. |                   |         |
| 39 | Addio Noah 「さらば恐竜大陸」 - saraba kyōryū tairiku | 24 dicembre 1995  |         |
| 39 | Il meteorite viene distrutto e il Grande Sacerdote, rivelatosi essere un robot, viene ucciso da Capo. Tuttavia, come previsto, il Veicolo del Tempo ha esaurito completamente la propria energia. |                   |         |